# Rock For Food
Rock for Food es el tercer álbum de la banda de Rock alternativo barcelonesa The Unfinished Sympathy. Sigue muy en la línea del anterior trabajo An Investment In Logistics, riffs roqueros y guitarras muy duras es de lo que está compuesto este álbum.
Destacar que el sencillo de presentación para este trabajo fue "This Living Kills" y la canción "Elvenem" que está inspirada en los atentados del 11 de marzo de 2004 en Madrid.

## Lista de canciones
1. "Rainfrogs" – 3:09
2. "This Living Kills" – 3:46
3. "Rock For Food" – 2:22
4. "The Loveless Curse" – 2:55
5. "Safe And Sound" – 2:51
6. "The Ocean's Overflowed" – 3:23
7. "You've Got A Long Run" – 2:29
8. "No Father Should Bury His Son" – 3:14
9. "Elevenem" – 3:09
10. "Topographic Report" – 3:49
11. "Windmills Not Giants" – 2:52

- Datos: Q6110275